# Portonaccio (Ravenna)
Il Portonaccio o Portone, è una semplice porta urbana di epoca medievale composta da un arco che poggia su piedritti. In numerosi testi viene identificato come arco trionfale che connette via Ravegnana a via Castel San Pietro, e assieme a porta Sisi è il principale passaggio per entrare in Borgo San Rocco, uno dei quartieri storici di Ravenna. Il nome deriva da "Portunaz" usato nel dialetto ravennate per indicare una porta in stato di abbandono.

## Storia
Abbiamo prove che il Portonaccio abbia un'origine tardomedievale data la somiglianza architettonica con le merlature del palazzo di Gazo situato all'estremità del Borgo San Rocco. Questo ci fa pensare che il portale fosse proprio una vestigia di quell'antico castello. Nel fronte interno dell'edificio viene aggiunta nel 1611 un'epigrafe su marmo, che verrà poi distrutta dai Cisalpini, dedicata al cardinale Bonifacio Caetani che aveva compiuto opere di difesa dalle inondazioni del fiume Ronco. L'iscrizione riportava testuali parole: "B. CARD. CAETANUS LEGAT. VIAM STRAVIT SUBURBIUM A FLUMINIS INIURIA LIBERAVIT MDCXI". Nel 1780 viene inaugurata la nuova via Ravenna-Forlì, ad oggi via Ravegnana e per celebrarne l'iniziativa, nel 1785 fu eretto un arco trionfale in corrispondenza del basamento del precedente portale, disegnato dall'architetto Camillo Morigia, medesimo progettista della strada. L'arco celebrava il cardinale Luigi Valenti Gonzaga promotore dell’importante strada, che univa il porto ravennate con il Granducato di Toscana al quale viene anche dedicata un'iscrizione sul fregio della trabeazione nel lato esterno: "PIO. VI. P. M. ALOYSIUS. VALENTIUS. GONZAGA. CARD. LEG. VIAM. H. AD. AEMILIAM. AE. P. AMPLIANDAM. STERNENDAMQUE C. PLAUDENTE. S.P.Q.R. MDCCLXXXV". La scritta fu successivamente distrutta dai Cisalpini e sostituita dalla seguente ancora leggibile: "VIAM. H. AD. AEMILIAM. AE. P. AMPLIANDAM. STERNENDAMQVE. C. A.D. MDCCLXXXV".

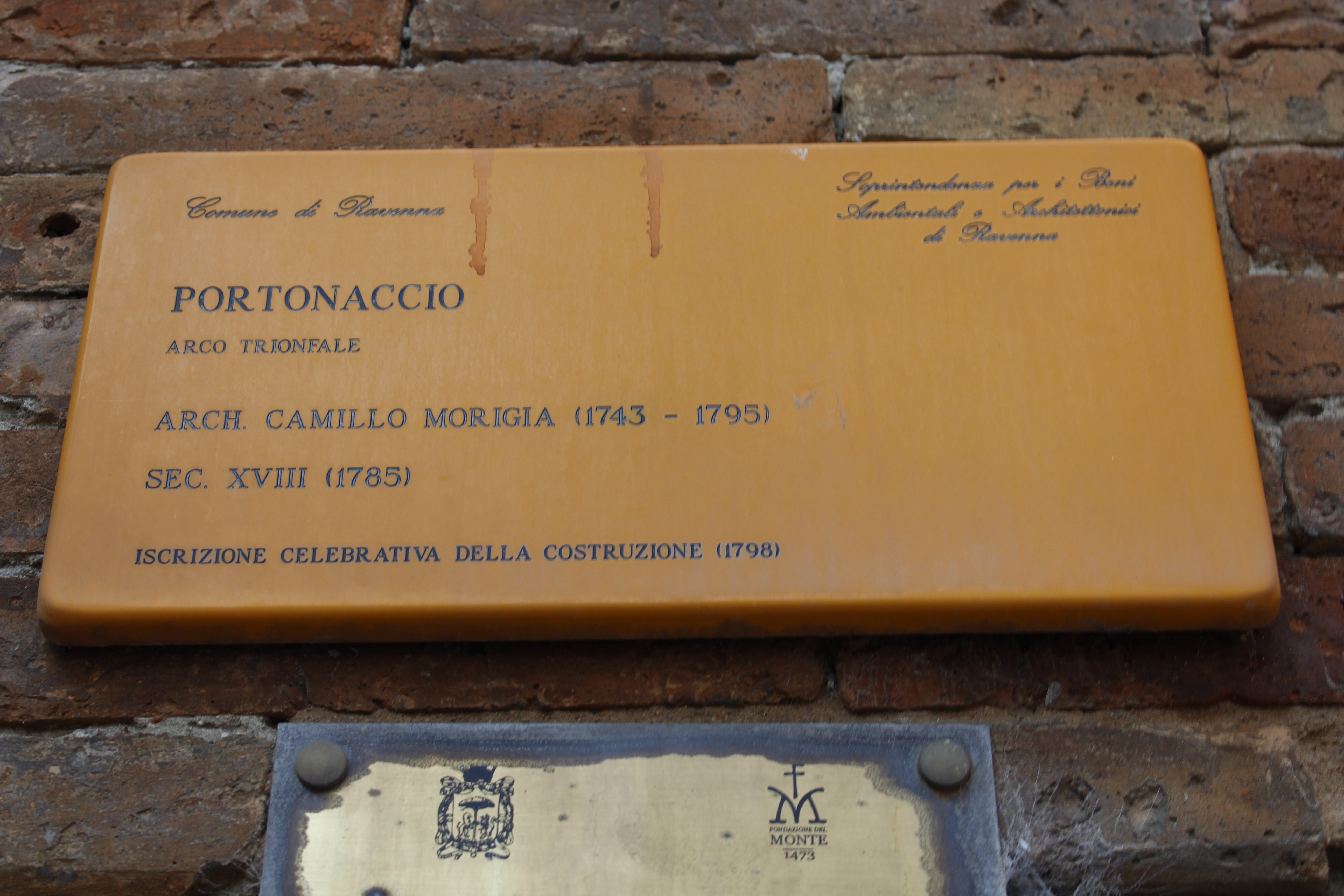

## Descrizione
Il progetto di Morigia presenta un arco sostenuto da piedritti, foderati da un bugnato piano disposto a filari regolari, ove ai lati sono poste due paraste con capitelli tuscanici, su piedistalli, che incorniciano il fornice e reggono una trabeazione dove nel fregio era prevista l'epigrafe commemorativa. Lo scudo marmoreo, affiancato da cornucopie e pigne, adorna la sommità del portone. Nella facciata rivolta al borgo sulla chiave dell'arco troviamo l'arma del Cardinale Gonzaga. Elementi solenni sono strettamente e armonicamente coordinati in una composizione che prende come riferimento l'arco romano. La facciata è quasi interamente in pietra d'Istria e l'utilizzo di mattoni al posto di materiali che riprendono la monocromia neoclassica riporta ai caratteri dell'architettura padana.